# Gymnobela virgulata
Gymnobela virgulata é uma espécie de gastrópode do gênero Gymnobela, pertencente a família Raphitomidae.